# Chill out
Chill out (abreviado como chill; também escrito como chillout ou chill-out) é uma forma vagamente definida de música popular caracterizada por sua composição harmoniosa (tempos lentos), relaxada e calma. A definição de "música chill-out" evoluiu ao longo das décadas e geralmente se refere a qualquer coisa que possa ser identificada como um tipo moderno de easy listening. Alguns dos gêneros associados ao "chill" incluem downtempo, clássica, dance, jazz, hip hop, world, pop, lounge e ambiente.
O termo "música chill-out" — originalmente confundido com "ambient house" — veio de uma área chamada "The White Room" na boate Heaven em Londres em 1989. Lá, os DJs tocavam mixagens de ambient house de fontes como Brian Eno e Pink Floyd para permitir aos dançarinos um lugar para "relaxar" da música de ritmo mais rápida da pista de dança principal. O ambient house tornou-se amplamente popular na década seguinte, antes de seu declínio devido à saturação do mercado.
No início dos anos 2000, os DJs do Café Del Mar de Ibiza começaram a criar mixagens de ambient house que se baseavam em fontes de jazz, música clássica, hispânica e new age. A popularidade do chill-out posteriormente se expandiu para canais de rádio por satélite dedicados, festivais ao ar livre e milhares de coletâneas musicais. "Chill-out" também foi removido de suas origens de ambient e se tornou seu próprio gênero distinto.
"Chillwave" foi um termo irônico cunhado em 2009 para a música que já poderia ser descrita com rótulos existentes, tais como dream pop. Apesar da intenção jocosa por trás do termo, o chillwave foi o assunto de artigos sérios e analíticos dos principais jornais e se tornou um dos primeiros gêneros a adquirir uma identidade on-line. Conforme os serviços de streaming de música sob demanda cresceram na década de 2010, uma forma de downtempo marcada como "lo-fi hip hop" ou "chillhop" tornou-se popular entre muitos aplicativos de streaming.

## Origens e definição
|                                                    | " Deepecho" (2008) Uma faixa chill-out gratuita produzida por um editor da Wikipédia. 95 BPM, Dó menor. |
| Problemas para escutar este arquivo? Veja a ajuda. | |

Não existe uma definição exata de música chill-out. O termo, que evoluiu ao longo das décadas, geralmente se refere a qualquer coisa que possa ser identificada como um tipo moderno de easy listening. Alguns dos gêneros associados a "chill" incluem downtempo, clássico, dance, jazz, hip hop, world, pop, lounge e ambiente. Chill-out normalmente tem ritmos lentos, samples, uma "natureza semelhante ao trance", "drop-out beats" e uma mistura de instrumentos eletrônicos com instrumentos acústicos. No capítulo "Ambient/Chill Out" do livro de 2013 de Rick Snoman Dance Music Manual, ele escreve: "pode-se dizer que, desde que o tempo permaneça abaixo de 120 BPM e emprega um groove descontraído, pode ser classificado como chill out."

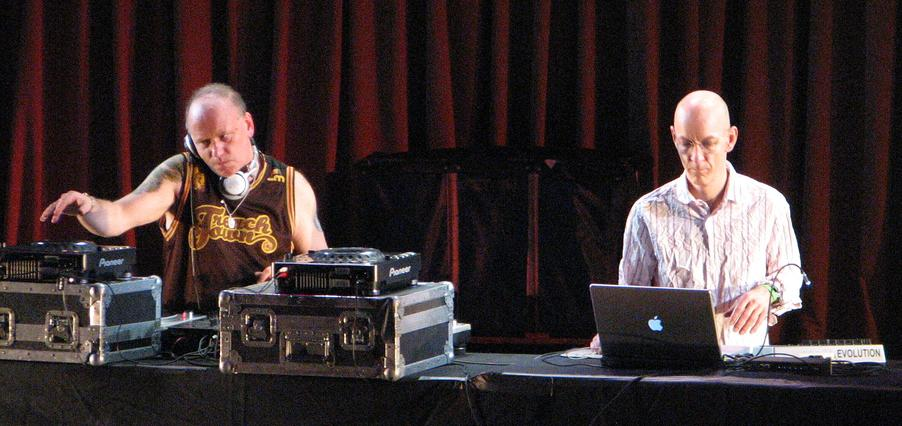
The Orb se apresentando em 2006

O termo se originou de uma área chamada "The White Room" na boate Heaven em Londres em 1989. Seus DJs eram Jimmy Cauty e Alex Patterson, mais tarde The Orb. Eles criaram mixagens ambientais de fontes como Brian Eno, Pink Floyd, Eagles, Mike Oldfield, 10cc e War. O objetivo da sala era permitir aos dançarinos a chance de "relaxar" (chill out) da música mais enfática e rápida tocada na pista de dança principal. Isso também coincidiu com a moda passageira da ambient house, também conhecida como "New Age house". Cauty do The KLF posteriormente lançou um álbum chamado Chill Out (fevereiro de 1990), com contribuições não creditadas de Patterson. Além disso, durante o início da década de 1990, o Smiley Smile dos Beach Boys (1967) foi considerado um dos melhores álbuns "chill-out" para ouvir durante um comedown de LSD.
O Ambient House declinou após meados da década de 1990 devido à saturação do mercado. No início dos anos 2000, DJs no Café Del Mar de Ibiza começaram a criar mixagens de ambient house que se baseavam em fontes de jazz, clássico, hispânico e new age. Eles chamaram seu produto de "música chill-out", e isso despertou o interesse do público e das gravadoras por ambient house. A popularidade do chill-out posteriormente se expandiu para canais dedicados de rádio via satélite, festivais ao ar livre e o lançamento de milhares de coletâneas musicais oferecendo sons ambientes e batidas "abafadas". Consequentemente, a compreensão popular de "música chill-out" mudou de "ambiente" para seu próprio gênero distinto. Os críticos de música até aquele ponto geralmente desprezavam a música.

## Chillwave
Em 2009, um gênero chamado "chillwave" foi inventado pelo blog satírico Hipster Runoff para músicas que já podiam ser descritas com rótulos existentes, como o dream pop. O autor pseudônimo, conhecido como "Carles", explicou mais tarde que ele estava apenas "[jogando] um monte de nomes bem bobos em um post do blog e viu qual deles 'pegava". Chillwave se tornou um dos primeiros gêneros a adquirir uma identidade on-line, embora o termo não tenha ganhado popularidade até o início de 2010, quando foi assunto de sérios artigos analíticos do The Wall Street Journal e do The New York Times. Em 2011, Carles disse que era "ridículo que qualquer tipo de imprensa levasse isso a sério" e que, embora as bandas com as quais ele falou "se irritem" com o rótulo, "eles entendem que tem sido uma coisa boa. Que tal o iTunes torná-lo um gênero oficial? Agora é teoricamente um som indie comercializável".

## Streaming

### Playlists no Spotify
O streaming se tornou a fonte dominante de receita da indústria musical em 2016. Durante essa década, o Spotify de ouvintes que "pensam menos sobre o artista ou álbum que está procurando e, em vez disso, se conecta com emoções, sensações e atividades". A partir de 2017, a página inicial da tela de "navegação" do serviço incluía muitas playlists selecionadas por algoritmos com nomes como "Chilled Folk", "Chill Hits", "Evening Chill", "Chilled R&B", "Indie Chillout" e "Chill Tracks". Em 2014, o serviço relatou que ao longo do ano as playlists "Chill Out" tinham tido uma tendência muito superior à média nacional nos campi do Colorado, onde a marijuana tinha sido legalizada em janeiro do mesmo ano. Em um editorial para o The Baffler intitulado "The Problem with Muzak", a escritora Liz Pelly criticou as playlists "chill" como "a mais pura destilação da ambição [do Spotify] de transformar toda a música em papel de parede emocional".

### Chillhop
Em 2013, o YouTube começou a permitir que seus usuários hospedassem live streams, o que resultou em uma série de "estações de rádio" 24 horas dedicadas a microgêneros, como vaporwave, uma derivação de chillwave. A plataforma de streaming de música Spotify foi inserida à popular onda de "batidas lo-fi" gerando "Spotified genres", incluindo playlists "Chill Hits", "Bedroom Pop" e promovendo vários artistas "chill pop". Em 2017, uma forma de música downtempo marcada como "chillhop" ou "lo-fi hip hop" se tornou popular entre os streamers de música do YouTube. Em 2018, vários desses canais atraíram milhões de seguidores. Um DJ, Ryan Celsius, teorizou que eles foram inspirados por uma nostalgia pelos bumpers comerciais usados por Toonami e Adult Swim nos anos 2000, e que isso "criou uma seção cruzada de pessoas que gostavam tanto de batidas de anime quanto de wavy hip-hop". Esses canais funcionavam igualmente como salas de bate-papo, com os participantes frequentemente discutindo suas lutas pessoais. Em 2018, a playlist "Chill Hits" do Spotify tinha 5,4 milhões de ouvintes e vinha crescendo rapidamente.
O Chillhop se tornou um dos microgêneos mais conhecidos e também pode ser visto como música chill-out fundida com hip-hop. Nujabes e J Dilla são referidos como os "padrinhos do Lo-Fi Hip Hop". O contribuidor da Vice, Luke Winkie creditou o usuário do YouTube Lofi Girl como "a pessoa que primeiro apresentou uma garota estudiosa de anime como seu cartão de visita, o que definiu a estrutura estética para o resto das pessoas que operam no gênero" e sugeriu que "se houver uma touchstone compartilhada para o hip-hop lo-fi, é provavelmente [o álbum de 2004 do MF Doom e Madlib] Madvillainy ".
Algumas transmissões do YouTube, incluindo da Chillhop Records e Lofi Girl (anteriormente conhecido como "ChilledCow"), enfrentaram problemas como avisos de direitos autorais e proibições. Em fevereiro de 2018, a Chillhop Records recebeu uma aviso de direitos autorais do estúdio de anime Studio Chizu pelo uso de um personagem do longa-metragem, Ōkami Kodomo no Ame to Yuki. Embora a Chillhop Records tenha usado apenas um loop de cinco segundos de um personagem, a popularidade do vídeo chamou a atenção do Studio Chizu. O fundador da Chillhop Records e proprietário do canal do YouTube, Bas Van Leeuwen, disse à revista de jogos Polygon que a empresa trabalhou com o Studio Chizu para trazer a transmissão ao vivo novamente. Lofi Girl recebeu outro aviso do YouTube, em fevereiro de 2020, detalhando que o canal violou os Termos de Serviço do YouTube. De acordo com The Fader, logo após o fechamento do canal Lofi Girl, um grande fluxo de apoio dos fãs de lo-fi de longa data foi reconhecido como a razão pela qual a popular transmissão ao vivo de lo-fi hip hop foi retomada após o acidente.
A audiência de streams de lo-fi hip-hop cresceu significativamente durante a pandemia de COVID-19 de 2020. Em abril, a MTV News observou, "pode haver algo a ser dito sobre a composição do lo-fi hip-hop e a maneira como seus criadores misturam melodias simplistas com um uso judicioso de palavras para criar memórias intensas, sentimentos e nostalgia" e declarou que a quarentena em vigor em vários países "levou as pessoas a registrar mais horas on-line devido ao tédio ou a locais de trabalho e escolas virtuais, e as apresentações musicais transmitidas ao vivo estão atingindo seu potencial máximo". Durante a pandemia, o canal Lo-fi Girl passou de 9 milhões de inscrições, e o chat ao vivo presente nas transmissões está sempre movimentado reunindo pessoas do mundo todo. 
O lo-fi hip hop é considerado um meme da Internet. Muitos produtores do gênero mais tarde se distanciaram do gênero ou se voltaram para outros estilos musicais. As críticas comuns ao gênero incluíam a simplicidade da música e o som clichê.